# Muerte de Lauren Cho
Lauren Cho (nacida el 20 de diciembre de 1990) fue una mujer coreano-estadounidense desaparecida de 30 años vista por última vez el 28 de junio de 2021 en el área entre Morongo Valley y Yucca Valley en California, Estados Unidos. En esta última zona desértica aparecerían sus restos unos meses después.

## Trasfondo
Cho creció en el condado de Hunterdon, Nueva Jersey. Se graduó de Hunterdon Central Regional High School en 2009. Estudió educación musical en Westminster Choir College.
Antes de su desaparición, Cho había dejado su trabajo como maestra de música en una escuela secundaria de Nueva Jersey durante el invierno de 2020 y se unió a su amigo, Cody Orell, en un viaje por carretera a través del país. Había conocido a Orell el Día de los Caídos y se unió a su viaje con la intención de llevar un camión de comida a su destino final; Bombay Beach, California. Para junio de 2021, Cho estaba trabajando como chef privada para una propiedad de Airbnb llamada «The Whole» propiedad de Tao Ruspoli entre Morongo Valley y Yucca Valley fuera del parque nacional de Árboles de Josué.

## Desaparición
El ama de llaves del Airbnb donde trabajaba Cho afirmó que tanto Cho como Orell habían comenzado a beber temprano en el día y Cho y Orell habían tenido una discusión cuando Orell se negó a dejar que Cho se fuera conduciendo en automóvil en estado de ebriedad.
Según Orell, Cho se molestó y se alejó del autobús convertido sin su teléfono móvil, comida o agua cuando él entró en el autobús alrededor de las 3 de la tarde. Llamó a la oficina del alguacil local alrededor de las 5:13 p. m. para obtener ayuda adicional después de buscar a Cho con algunos amigos. Según los informes, el grupo de búsqueda original nunca encontró ninguna huella de Cho y la policía que respondió solo encontró las huellas del grupo de búsqueda, lo que llevó a Orell a creer que Cho se subió a un vehículo con alguien ya que había estado planeando reunirse con un individuo desconocido más adelante en la semana.
Cuando fue vista por última vez, se alejaba del lugar donde se hospedaba. Fue vista por última vez con una camiseta amarilla y pantalones cortos de mezclilla cerca de Benmar Trail y Hoopa Road, en la ruta 62 del estado de California.

## Investigación
La policía y el equipo de rescate registraron el área a pie, incluso con equipos K9. La zona también fue registrada desde el aire con aviones de ala fija. La comisaría del alguacil de Morongo Basin dijo a los periodistas que el helicóptero del alguacil y los miembros de la unidad de búsqueda y rescate habían estado buscando activamente a Cho desde su desaparición, aunque dijeron creer que había desaparecido voluntariamente debido a que no hay evidencia de juego sucio. La división de Investigaciones Especializadas del Departamento del Alguacil del Condado de San Bernardino comenzó a ayudar a la Estación de la Cuenca de Morongo en la búsqueda de Cho en septiembre de 2021.
Orell y otros amigos estuvieron intentando activamente crear conciencia sobre la desaparición de Cho utilizando las redes sociales para difundir su cartel de desaparecida y colgando volantes de personas desaparecidas alrededor de Bombay Beach.
El 9 de octubre de 2021, los investigadores encontraron restos humanos no identificados en el accidentado terreno del desierto abierto de Yucca Valley, durante su búsqueda de Cho. Los restos fueron transportados a la División Forense del Condado de San Bernardino, donde el personal trabajó para su identificación y determinar la causa de la muerte, un proceso que podría llevar semanas. El 28 de octubre de 2021, los investigadores confirmaron que se trataba de Cho.

## Respuesta
La falta de interés de los medios en el caso dio lugar a acusaciones de parcialidad, sesgo conocido como síndrome de la mujer blanca desaparecida. La desaparición y asesinato de Gabby Petito provocó un renovado interés mediático por la desaparición de Cho y otros casos de personas desaparecidas sin resolver.
Una página de Facebook sobre su desaparición, administrada por su familia, respondió a los comentarios hechos sobre las similitudes entre el caso de Cho y el de Gabby Petito afirmando: «Nos damos cuenta de que, en la superficie, la información pública de ambos casos comparte algunas similitudes. Muchos de ustedes han expresado frustración acerca de cómo y por qué ciertos casos reciben cobertura nacional. En última instancia, estos dos casos NO son iguales y las diferencias son más profundas de lo que parece a la vista del público».